# De zeven hoofdmannen van de Hongaren

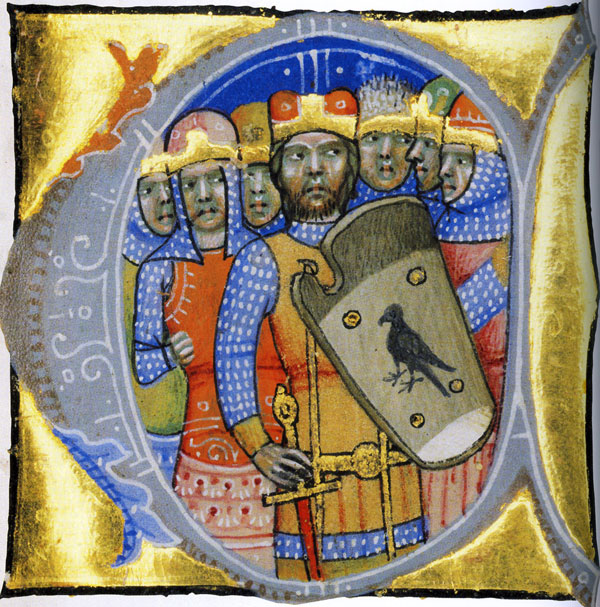
De zeven hoofdmannen van de Hongaren in het veertiende-eeuwse Chronicon Pictum

De zeven hoofdmannen van de Hongaren (Hongaars: A hét vezér) waren de respectievelijke aanvoerders van de zeven stammen waarin de Hongaren waren opgedeeld toen ze het Karpatenbekken veroverden in het jaar 895. De Byzantijnse keizer Constantijn VII noemde de zeven stammen in zijn De administrando imperio. De namen van hun hoofdmannen zijn echter niet precies geweten, aangezien de kronieken elkaar op dit vlak tegenspreken.

## Hoofdmannen

### Volgens Anonymus

De zeven hoofdmannen van de Hongaren in het cyclorama Aankomst van de Hongaren van Árpád Feszty

Anonymus was de anonieme auteur van de Gesta Hungarorum. Volgens hem waren de namen van de zeven Hongaarse hoofdmannen de volgende:
- Álmos, vader van Árpád
- Előd, vader van Szabolcs
- Kend (Kond, Kund), vader van Korcán (Kurszán) en Kaplon
- Ond, vader van Ete
- Tas, vader van Lél (Lehel)
- Huba
- Tétény (Töhötöm), vader van Horka

### Volgens Simon van Kéza
Simon van Kéza was een kroniekschrijver uit de 13e eeuw. Zijn bekendste werk is de Gesta Hunnorum et Hungarorum. Volgens hem waren dit de zeven Hongaarse aanvoerders:
- Árpád, zoon van Álmos, zoon van Előd, zoon van Ügyek
- Szabolcs
- Gyula
- Örs
- Künd, vader van Kusid en Kupian
- Lél
- Vérbulcsú

## Standbeelden
Op het Heldenplein in Boedapest worden de verschillende hoofdmannen te paard weergegeven aan de basis van de centrale zuil. Aan het hoofd staat Árpád, die de andere stamhoofden achter hem aanvoert.

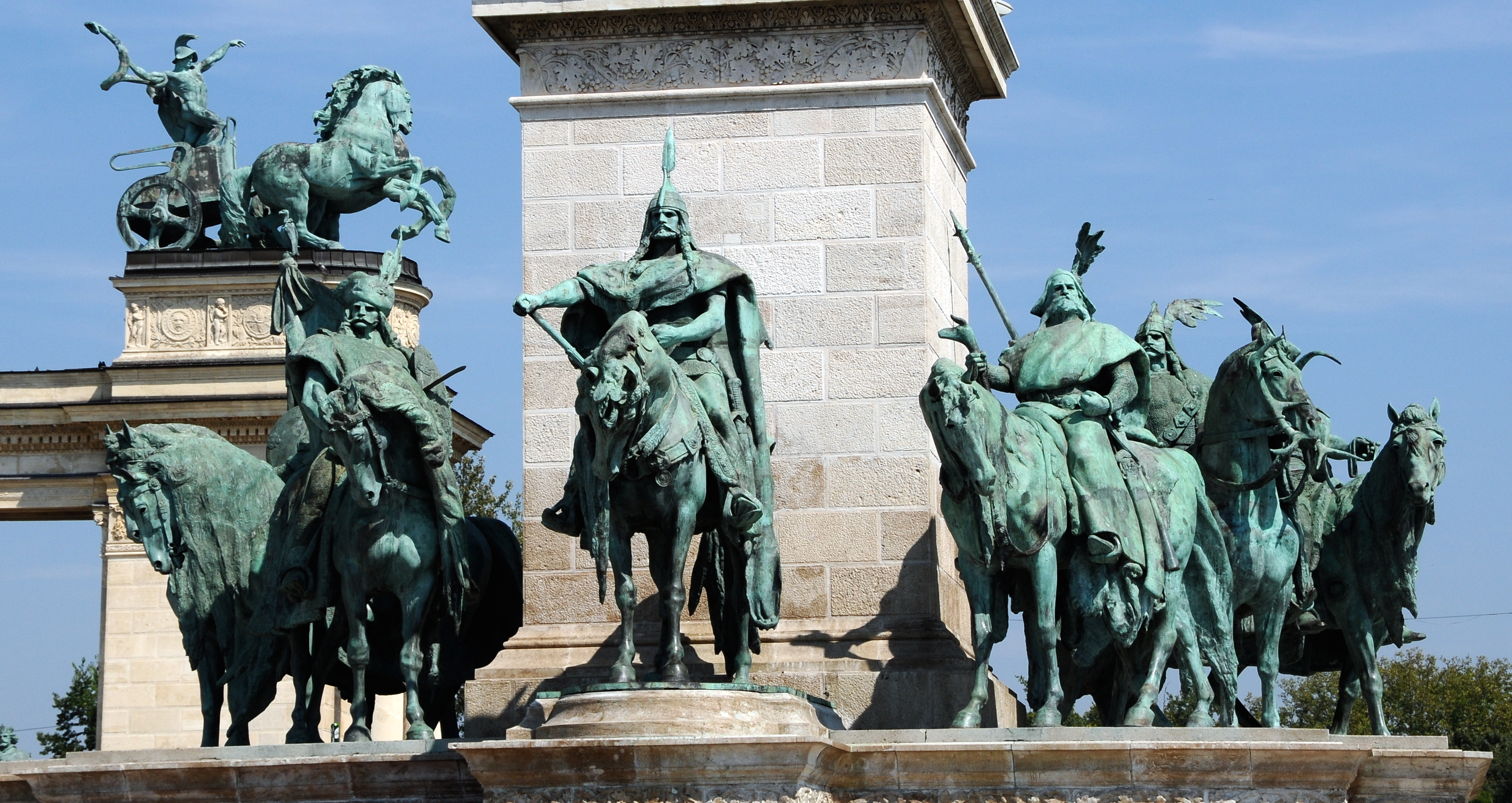
Standbeelden van de zeven hoofdmannen op het Heldenplein in Boedapest